# Hildebrandtina
Hildebrandtina là một chi bọ cánh cứng trong họ Chrysomelidae.
Chi này được miêu tả khoa học năm 1910 bởi Weise.

## Các loài
Các loài trong chi này gồm:
- Hildebrandtina halticoides Bechyne, 1948
- Hildebrandtina obscura Bechyne, 1948
- Hildebrandtina similis Bechyne, 1948
- Hildebrandtina subregularis Bechyne, 1948
- Hildebrandtina tuberculata Bechyne, 1948
- Hildebrandtina variegata Weise, 1910